# Claus Moller
Claus Michael Møller é um antigo ciclista dinamarquês nascido a 3 de outubro de 1968 em Hjørring.

## Palmarés
1991
- Campeonato da Dinamarca Contrarrelógio

1992
- Grande Prêmio Herning
- 2º no Campeonato da Dinamarca em Estrada

1993
- Campeonato da Dinamarca Contrarrelógio

1995
- Memorial Valenciaga

1999
- Troféu Alcudia

2000
- Volta ao Alentejo, mais 1 etapa
- 1 etapa do Troféu Joaquim Agostinho

2001
- Subida ao Naranco
- Grande Prêmio RLVT, mais 1 etapa
- 1 etapa da Volta a Espanha

2002
- Volta a Portugal, mais 2 etapas

2003
- Volta ao Algarve, mais 1 etapa
- 1 etapa da Volta a Portugal
- 1 etapa do G. P. Mosqueteiros-Rota do Marquês

2005
- 1 etapa da Volta a Portugal

## Resultados nas grandes voltas
| Carreira        | 1995 | 1996 | 1997 | 1998 | 1999 | 2000 | 2001 | 2002 | 2003 | 2004 | 2005 | 2006 | 2007 |
| --------------- | ---- | ---- | ---- | ---- | ---- | ---- | ---- | ---- | ---- | ---- | ---- | ---- | ---- |
| Giro d'Italia   | -    | -    | -    | 17º  | -    | -    | -    | -    | -    | -    | -    | -    | -    |
| Tour de France  | -    | -    | -    | -    | -    | -    | -    | -    | -    | 70º  | -    | -    | -    |
| Volta a Espanha | -    | -    | -    | 25º  | -    | -    | 8º   | 12º  | 33º  | 80º  | -    | -    | -    |